# Ängeln i rummet
Ängeln i rummet (svedese per "L'angelo nella stanza") è un singolo pubblicato dalla cantante svedese Eva Dahlgren, tratto dall'album del 1989 Fria Världen 1.989 pubblicato su etichetta BMG e Big Mama Music.
Avendo raggiunto il n. 4 nel 1989, è il suo brano che ha ottenuto il miglior piazzamento in classifica, insieme con "Vem tänder stjärnorna?" nel 1991. La canzone vinse un Grammis come canzone dell'anno.
Eva Dahlgren interpreta anche la versione in inglese con il titolo  "Angel in My Room".
La canzone è stata reinterpretata nel 2011 da Laleh, la versione della quale raggiunse il numero 6 in Svezia.